# قادرخان
قادر خان (زاده ۲۲ اکتبر ۱۹۳۷ – درگذشته ۳۱ دسامبر ۲۰۱۸) بازیگر، کمدین، فیلمنامه‌نویس و کارگردان اهل کشور هند بود. این بازیگر مسلمان، اصالتی افغان بود و در شهر کابل زاده گردید. قادر خان در سال ۱۹۳۷ از پدری افغان و مادری اصالتاً هندی در کابل به دنیا آمد. ۳ برادر وِی قبل از رسیدن به هشت سالگی مردند. به همین دلیل پدرش به اصرار مادرش، کابل را ترک گفتند و ساکن زاغه‌های اطراف بمبئی گشتند. جاییکه مواد مخدر، فحشا و قتل کار روزمره این مکان بود. مادرش سهم بسزایی در تشویق او به درس خواندن و فرار از فقر داشت و قادر خان در این راه، بالاخره موفق به دریافت مدرک مهندسی عمران گردید و به عنوان استاد دانشکده مهندسی در بمبئی مشغول به کار گردید. در همین دوران بود که شوق هنر را در خود کشف کرد و شروع به نوشتن نمایشنامه و کارگردانی آن را کرد که، بعدها توانست یکی از جوایز محلی بمبئی را بدست آورد. این نمایشنامه (قطار محلی) نام داشت که توجه اسطوره سینمای هند یعنی دیلیپ کومار را جلب کرد. دیلیپ کومار مشوق قادر خان بود برای راهیابی به سینما. حاصل این دوران کاری ۳۰۰ فیلم و فیلمنامه بود. قادر خان با طیف وسیعی از بازیگران در دوران‌های مختلف همبازی بوده‌است. از آمیتا باچان و سیف علی خان گرفته تا گوویندا و همچنین در نقش‌ها و کارکترهای زیادی ایفای نقش نموده‌است. از نقش‌های کمدی و طنز تا نقش‌های منفی. یکی از شاهکارهای طنز قادر خان در فیلم (راجا داماد می‌شود) به همراه گوویندا بود که نقش کمدی را به بهترین شیوه اجرا کرد.
وی از سال ۱۹۷۳ تا کنون در بیش از ۳۰۰ فیلم بازی کرده‌است. یکی از شاهکارهای دیالوگ مربوط به فیلم (آمر، اکبر، آنتونی) می‌باشد که نوشته قادرخان است. گوویندا بازیگر کمیک و کهنه‌کار بالییوود پس از درگذشت قادرخان او را با (میداس) از اسطوره‌های یونان و شاه (فریگیه) مقایسه نمود که به هر چه دست می‌زد طلا می‌گشت و اضافه کرد: قادر خان نیز با هر بازیگری کار می‌کرد او را به ستاره تبدیل می‌کرد. قادر خان، بازیگر و فیلمنامه‌نویس بزرگ هند، در ۳۱ دسامبر ۲۰۱۸(۱۰ دی ۱۳۹۷ شمسی) پس یک دوره بیماری طولانی در ۸۱ سالگی در بیمارستانی در کانادا در گذشت. از فیلم‌هایی که وی در آن نقش داشته‌است می‌توان به دوقلوها اشاره کرد. قادر خان یکی از بهترین نویسنده‌های تاریخ سینمای هند بود ولی زیاد از این جهت به او توجهی خاصی نکردند و جوایزی که حق او بود به وی نرسید ولی باز هم در دوران بازیگری خیلی خوب درخشید با گفتن دیالوگ‌های که هر کس نمی‌توانست به سادگی بگوید و عکس‌العمل که مربوط به این سخن هست را ایفا کند. وی همچنین حافظ کل قرآن بود و تا آخرین روز عمرش به اعتقادات دینی اش پایبند بود .

## فیلم‌شناسی
فهرست برخی از فیلم‌هایی که قادرخان در آن‌ها به ایفای نقش پرداخته‌است:
- زنده‌باد جوانی
- از نسل آفتاب
- تپش قلب
- ما
- حفاظت
- عروس را با خود خواهم برد
- سه‌گانگی
- تربیت
- نصیب
- انقلاب
- بی‌نام
- دوقلوها
- آقای ناتوارلال
- خوش شانس
- با من ازدواج می‌کنی؟
- فقط تو
- دیوانه مستانه
- سوریاوانشی
- یک همسر باید مثل این باشد
- جلوه عشق
- جدایی
- مرد شجاع
- زندگی فقط برای من است
- بله من به خوبی عاشق بودم
- پسر شایسته
- من بازیکن،تو بی‌تجربه
- آقا و خانم بازیکن
- محبوبه
- ترازو
- میدان جنگ
- زنده‌باد جوانی
- آتش
- سوگند هندوستان
- محبوب
- خانم خوشگله قبول میکنه
- دل‌های بی‌تاب
- جنجال
- عاشق آواره
- امنیت
- راجا و سه برادر
- باربر درجه ۱
- قهرمان شماره ۱
- باربر
- بزرگ
- میهن‌پرست
- کالیا
- بیا برگردیم
- جادوی تو
- بریم عشق‌بازی کنیم
- پروانه
- ایندراجیت
- یکسان
- دوستی-۱۹۸۱
- دو و دوتا پنج
- شوهر
- فاتح سرنوشت
- خون و عرق
- حفاظت
- ما هم انسان هستیم
- نام و نشان
- بهشت روی زمین
- داماد قلابی
- دوستی-۱۹۹۵
- قانون از ماست
- کیشن و کانیا
- صدای عدالت
- بوره روی طلا
- لکه
- این فقط قلب است
- خون روی پیشانی
- سبک
- اگر چنین است
- آقای آزاد
- تبریک
- بی‌خانمان خارجی
- گورودو
- بازار سیاه
- خودخواه
- غیرقانونی
- وقت آواز
- شیر
- شجاعت و تلاش
- سرگرم‌کننده
- نگاه
- نگهبان وطن
- زن متأهل
- قاضی
- آتش و شعله
- خانه جهان
- استاد
- قربانی
- غیرت
- گام نو
- مقصد
- تحفه
- سرکش
- بهترین دوست
- قاضی چودهری
- غدار
- عزیزم بریم خونه بابام
- آتش بی‌حرمتی
- شلیک با چشم
- پول باشه یار هم میاد
- چشم‌ها
- مرد مجرد
- هالو شماره یک
- راجا داماد می‌شود
- خاله شماره یک
- حساب زخم‌ها
- آقای بنارسی
- دولت کوچک
- شطرنج
- نوکر همسر
- قدرت عشق
- دریا دل
- شنگرفی
- عاشق شو ببین
- دوستان در قرن دهم
- ترانه رادا
- اینا مینا دیکا
- عبدالله
- آهن
- جان جیگر
- کلاه مخفیانه
- سوگند
- به عشق تو قسم می‌خورم
- آتش
- شماره پدر
- سکه
- جواب من
- عصر امروز
- ترور
- ترینترا
- بدهی عشق
- گنگا در کشور شما
- سورما بوپالی
- چشم سوم
- سامرات
- انتقام از آتش
- متهم شد
- ندای انصاف
- زندانی
- وظیفه و قانون
- نوکر همسر
- به صدای من گوش کن
- دشمن انسانیت
- شراره
- فرشته امان
- تصمیم من
- دوستی دشمنی
- طوایف
- زمان نمایش
- عزت خانه
- عشق اول
- برادر
- معبد عشق
- طبیعت
- قانون و مقررات
- باشکوه
- به پدر شوهر گوش کن
- مرد خوش‌شانس
- راجاجی
- وای! تو دیگه کی هستی
- دلسوز
- قهرمان هندوستانی
- رنگ
- توطئه
- ساگینا
- وکیل بابو
- آهسته آهسته
- مرد پولدار مرد فقیر
- زن، این داستان توست
- بی‌پناه
- بیلو پادشاه
- بلندی
- بابو حیله‌گر
- زورگویی
- پلیس دزد
- من دیوانه‌ام
- ثروت و دارایی